# Shōnen Gangan
Shōnen Gangan (月刊少年ガンガン, Gekkan Shōnen Gangan) é uma revista mensal japonesa criada pela Enix (atual Square Enix) em 1991, onde são publicados capítulos de Mangá. A revista é voltada para o público jovem masculino, e a temática de suas séries geralmente giram em torno de ação, aventura, ficção científica, fantasia, e séries baseadas em jogos eletrônicos.
Cada edição da revista possui em torno de 600 páginas.
Uma das obras mais famosas de Shōnen Gangan é FullMetal Alchemist, conhecido no Japão como Hagane no Renkinjutsushi, conta a história dos irmãos Edward e Alphonse Elric e suas aventuras como alquimistas.

## Mangakase seus respectivos mangás publicados pela revista
| - Shiro Amano - Kingdom Hearts - Kingdom Hearts: Chain of Memories - Kingdom Hearts II - Kingdom Hearts 358/2 Days - Kingdom Hearts Final Mix - The World Ends with You - Hiromu Arakawa - Stray Dog - Fullmetal Alchemist - Souten no Koumori - Hero Tales - Rin Asano - Choko Beast!! - Mayumi Azuma - Star Ocean: The Second Story - Hiroyuki Etou - Mahoujin Guru Guru - Takeshi Fujishiro - Nagasarete Airantou - Kamui Fujiwara - Dragon Quest: Eden no Senshitachi - Dragon Quest Retsuden: Roto no Monshou - Ryunosuke Ichikawa - Final Fantasy Crystal Chronicles: Hatenaki Sora no Mukou ni - Kaishaku - UFO Princess Valkyrie - Akira Kanda - Star Ocean: Till the End of Time - Yuri Kimura - Vampire Juujikai (História por Kyou Shirodaira) - Renjuro Kindaichi - Haré+Guu - Sakura Kinoshita - The Mythical Detective Loki Ragnarok - Seishi Kishimoto - 666 Satan - Sukedachi 09 - Natsuki Matsuzawa - Totsugeki! Papparatai - Suu Minazuki - Watashi no Messiah-sama - Aoi Mizuki - Star Ocean: Blue Sphere - Yana Toboso - Kuroshitsuji | - Eita Mizuno - Spiral: Suiri no Kizuna (História por Kyou Shirodaira) - Yusuke Naora - Code Age Archives - Atsushi Okubo - B.Ichi - Soul Eater - Soul Eater Not - Sachi Oshimizu - Twin Signal - Minene Sakurano - Guardian Angel Getten - Ami Shibata - Nangoku Shounen Papuwa-kun - Motoei Shinzawa - Flash! Funny-face Club - Shinya Suyama - Akuma Jiten - Asu Tsubaki - He is My Master (História por Mattsu) - Kei Toume - Luno - Akinobu Uraku - Tokyo Underground - Michiaki Watanabe - Violinist of Hameln - Jun Mochizuki - Pandora Hearts - Kazuma Kamachi e Chuya Kogino - Toaru Majutsu no Index |